# Cá hồi Apache
Cá hồi Apache (danh pháp khoa học: Oncorhynchus apache) là một loài cá nước ngọt thuộc họ cá hồi (Salmonidae) bộ Salmoniformes. Nó là một trong những loài cá hồi Thái Bình Dương.
Cá hồi Apache dài 6 đến 24 inch (61 cm) và nặng 6 ounce đến 6 pound (2,7 kg). Nó hiếm khi dài vượt quá 25 cm, nhưng có thể đạt tới 40 cm các khu vực bản địa, suối đầu nguồn. Cá hồi Apache có thân màu hơi vàng, bụng màu vàng ròng và có đốm đen cỡ trung bình với khoảng cách đồng đều và có thể mở rộng dưới đường bên và vào lưng và đuôi vây. Đỉnh đầu và lưng của nó màu ô liu sẫm, và nó có sự xuất hiện của một sọc đen qua mỗi mắt của nó, do hai chấm đen nhỏ ở hai bên của con ngươi. Có thể có một dấu họng dưới hàm dưới, có dải màu từ vàng kim đến vàng.